# Comuna Prelipcea, Zastavna
Prelipcea (în ucraineană Прилипче, transliterat: Prîlîpce) este o comună în raionul Zastavna, regiunea Cernăuți, Ucraina, formată din satele Prelipcea (reședința) și Ștefănești.

## Demografie
Componența lingvistică a comunei Prelipcea
     Ucraineană (99,64%)
     Alte limbi (0,36%)
Conform recensământului din 2001, majoritatea populației comunei Prelipcea era vorbitoare de ucraineană (99,64%), existând în minoritate și vorbitori de alte limbi.